# Jack Reacher: Nincs visszaút
A Jack Reacher: Nincs visszaút (eredeti cím: Jack Reacher: Never Go Back) 2016-ban bemutatott amerikai bűnügyi akcióthriller, Tom Cruise főszereplésével. A 2012-es Jack Reacher folytatása. A filmet Edward Zwick rendezte, Lee Child Nincs visszaút című regénye alapján, melyből Marshall Herskovitz írta a forgatókönyvet. A további fontosabb szerepekben Cobie Smulders, Patrick Heusinger, Danika Yarosh, Aldis Hodge és Holt McCallany láthatók. A film zenéjét James Newton Howard szerezte. A forgatás New Orleansban zajlott.
Az Egyesült Államokban 2016. október 21-én, Magyarországon egy nappal korábban, október 20-án mutatták be.

## Rövid történet
Jack Reachernek fel kell derítenie az igazságot egy nagyszabású kormányzati összeesküvés mögött, hogy tisztára mossa a nevét, miközben szökevényként menekül a törvény elől.

## Cselekmény
Jack Reacher (Tom Cruise) egy segítője, Susan Turner őrnagy (Cobie Smulders) letartóztatása ügyében kezd nyomozni, miután azt kémkedéssel vádolták meg, és két beosztottját meggyilkolják a Közel-Keleten. Amikor Reacher maga is gyanúsított lesz a katonai rendőrség egy ügyvédtisztjének meggyilkolásában, Turnerrel együtt megszöknek az őrizetből, és menekülésbe kezdenek az őket üldöző katonai rendőrök és bérgyilkosok elől, miközben megpróbálják felgöngyölíteni a bűncselekmények szálait.

## Szereplők
| Szereplő                | Színész           | Magyar hang       |
| ----------------------- | ----------------- | ----------------- |
| Jack Reacher            | Tom Cruise        | Rékasi Károly     |
| Susan Turner őrnagy     | Cobie Smulders    | Németh Borbála    |
| Anthony Espin százados  | Aldis Hodge       | Király Attila     |
| Samantha Dayton         | Danika Yarosh     | Hermann Lilla     |
| A Vadász                | Patrick Heusinger | Viczián Ottó      |
| Morgan ezredes          | Holt McCallany    | Kőszegi Ákos      |
| James Harkness tábornok | Robert Knepper    | Rosta Sándor      |
| Leach őrmester          | Madalyn Horcher   | Lamboni Anna      |
| Moorcroft ezredes       | Robert Catrini    | Várkonyi András   |
| Sullivan hadnagy        | Jessica Stroup    | Nemes Takách Kata |
| Daniel Prudhomme        | Austin Hébert     | Schmied Zoltán    |
| Decoudreau              | Sean Boyd         | Kovács Lehel      |
| Seriff                  | Jason Douglas     | Tarján Péter      |
| Hotelrecepciós          | Robert Larriviere | Holl Nándor       |
| Mrs. Prudhomme          | Teri Wyble        | Kocsis Judit      |